# ماثياس كوليت
ماثياس كوليت (بالنرويجية البوكمول: Mathias Collett)‏ هو موظف مدني نرويجي، ولد في 1708، وتوفي في 24 مارس 1759.